# کاری ورر
کاری سامانتا وُرِر (انگلیسی: Kari Samantha Wuhrer؛ زادهٔ ۲۸ آوریل ۱۹۶۷) یک هنرپیشه، تهیه‌کننده، موسیقی‌دان و خواننده اهل ایالات متحده آمریکا است. وی از سال ۱۹۸۶ میلادی تاکنون مشغول فعالیت بوده است.

## گزیدهٔ آثار

### سینما
- بین راهی ۲ (۲۰۰۷)
- پادشاه مورچه‌ها (۲۰۰۳)
- هیولاهای هشت‌پا (۲۰۰۲)
- آناکوندا (۱۹۹۷)
- نازک‌تر (۱۹۹۶)
- آموزش برتر (۱۹۹۵)

### تلویزیون
- سی‌اس‌آی: میامی (۲۰۰۶)
- متأهل... دارای بچه (۱۹۹۱)